# Albert Westvang
Albert Westvang (Christiania, 25 juni 1884 – ca. 31 augustus 1957) was een Noors zanger. Zijn stembereik lag binnen bariton/bas.
Albert Westvang werd als (waarschijnlijk) vierde kind geboren binnen het gezin van schilder Johannes Mikkelsen Westvang (1848-1907) en Helene Elisabeth Gunneng (1856-1887). Hij huwde in 1911 Signe Winderen (1882-1949) zelf ook zangeres. Het huwelijk bleef kinderloos.
Het zag er niet naar uit dat hij zanger zou worden, want zijn eerste opleiding was tot schilder. Hij kreeg zijn muzikale opleiding in Berlijn, Dresden en Milaan. Zijn debuut vond plaats in september 1910 in de concertzaal van Brødrene Hals. In Berlijn en Dresden gaf hij ook les. In 1914 was hij te zien in Dessau. Hij was van 1918 tot en met 1921 verbonden aan de Opera Comique in Oslo.
Albert Westvang was een van de leraren van wat eens de bekendste Noorse zangeres zou worden: Kirsten Flagstad. Ook Harriet Weidemann Strøm kreeg les van hem.
Hjalmar Borgstrøm droeg zijn Bergmanden uit 1917 aan hem op. Westvang was samen met onder meer Emil Nielsen een van de initiatiefnemers van de Norsk Operasangerforbund.
Westvangs stem is bewaard gebleven in een aantal opnamen waaronder dat van Norge, mitt Norge! van Alfred Paulsen en Sangen om Iver Huitfeldt uit Tordenskjold van Johan Halvorsen. Het verscheen in de jaren tien op Pathé.
Enkele concerten:
- september 1915: Concert in de concertzaal Brødrene Hals, echtpaar Westvang
- 18 april 1930: Concert in Bergen, Harald Heide gaf leiding aan het Bergen Symfoniorkester; Westvang zong werken van K. Solheim, Edward Grieg en Felix Mendelssohn Bartholdy
- 6 juni 1931: Nationaltheatret: uitvoering van Aïda van Giuseppe Verdi als Egyptische koning; Kirsten Flagstad was daarin Aïda[4]